# Politique en Mauritanie
 (mars 2018).
Si vous disposez d'ouvrages ou d'articles de référence ou si vous connaissez des sites web de qualité traitant du thème abordé ici, merci de compléter l'article en donnant les références utiles à sa vérifiabilité et en les liant à la section « Notes et références ».

Le drapeau mauritanien.

La république islamique de Mauritanie est une démocratie dirigée par un président élu au suffrage universel. Le pouvoir exécutif est exercé par le gouvernement tandis que le pouvoir législatif est partagé entre le gouvernement et l’Assemblée nationale. 
L’exercice effectif du pouvoir en Mauritanie dépend souvent du contrôle des ressources et de considérations ethniques, familiales et personnelles.

## Administration politique
Le gouvernement est organisé autour des ministères traditionnels, d’agences spéciales et de sociétés para-étatiques. Le ministre de l’Intérieur est à la tête d’un système de gouverneurs régionaux et de préfets inspiré du système administratif local français.
La Mauritanie est ainsi divisée en 13 régions (wilayas), y compris le district de la capitale, Nouakchott. Le gouvernement central jouit de larges prérogatives, mais depuis 1992, une série d’élections nationales et municipales ont entamé une certaine décentralisation.

## Histoire politique
La Mauritanie obtient son indépendance de la France en 1960. Le président Moktar Ould Daddah, mis au pouvoir par la France, adopta en 1964 la constitution qui fit de la Mauritanie un État monopartite à régime présidentiel autoritaire et le Parti du peuple mauritanien (PPM) devint le seul parti autorisé. Selon Daddah, le pays n’était alors pas prêt pour la démocratie multipartite à l’occidentale. Daddah fut réélu en 1966, 1971 et 1976, avant d’être renversé par un coup d’État militaire le 10 juillet 1978. Le pays fut gouverné par un Comité d’officiers militaires du 10 juillet 1978 au mois d’avril 1992. 

### La Mauritanie sous Maaouiya Ould Taya
Un nouveau coup d’État le 12 décembre 1984 renversa Mohamed Khouna Ould Haidalla et porta Maaouiya Ould Sid'Ahmed Taya au pouvoir. Son parti, le Parti républicain démocratique et social (PRDS), continua à dominer la vie politique après les premières élections multipartites en avril 1992 et Ould Taya fut réélu à la tête de l’État en 1992 et en 1997. La constitution actuelle a été adoptée par référendum en juillet 1991.
Lorsque les partis politiques furent légalisés en avril 1992, deux grandes formations d’opposition émergèrent, le Ralliement des forces démocratiques et l’Action pour le changement traditionnellement considéré comme le parti des Haratins. La plupart des partis d’opposition boycottèrent les élections législatives de 1992 et le PRDS resta majoritaire au Parlement. L’opposition prit part aux élections municipales de janvier – février 1994 et aux élections du Sénat, où elle remporta un siège.
En octobre 2001, la Mauritanie connut ses troisièmes élections législatives et cinquièmes élections municipales depuis 1991. Devant certaines accusations de fraude et de manipulation qui avaient accompagné les élections précédentes, le gouvernement prit de nouvelles mesures, dont la publication des listes des électeurs et l’introduction d’une carte d’électeur difficilement falsifiable. L’opposition mit fin à son boycott et 15 partis désignèrent des candidats pour plus de 3 000 mandats municipaux et 81 sièges à l’Assemblée nationale. Quatre partis d’opposition remportèrent en tout 11 sièges à l’Assemblée nationale et 15 % des postes municipaux. Constatant les changements procéduraux et le gain en représentation de l’opposition, la plupart des observateurs locaux qualifièrent les élections d’octobre 2001 de libres et transparentes.
Le 8 juin 2003, le président Ould Taya parvient à reprendre le contrôle de Nouakchott  avec l'aide des troupes loyalistes, après de violents combats contre des soldats putschistes, surnommés « Les Cavaliers du changement » et menés par un ancien officier de l'armée, Saleh Ould Hannena.
L’élection présidentielle du 7 novembre 2003, la troisième depuis 1992, vit s’affronter six candidats, dont la première candidature féminine et haratine, et représentait un paysage politique varié. Ould Taya fut réélu avec 67,02 % des voix, suivi par Mohamed Khouna Ould Haidalla.
Ould Taya reconnut l’État d’Israël quelques années avant sa chute et commença à coopérer avec les États-Unis dans la lutte contre le terrorisme, ce qui lui a parfois valu des critiques de la part d’ONG de défense des droits humains, qui dénonçaient des prétextes géopolitiques.
Cependant il faut noter que le régime de Ould Taya s'est illustré par des exactions et des violations des droits de l'homme obligeant une partie de la population à s'exiler.
Le régime de Ould Taya avait garanti la totale impunité face aux violations des droits et libertés. Cette impunité s’est concrétisée avec le passif humanitaire que les pouvoirs successifs ont toujours ignorés et qui est illustré par des pratiques racistes contre les négro-africains.
Avec le nouveau régime d'Ely Ould Mouhamed Vall, le défi du dialogue politique et de l’organisation d’élections libres et transparentes a été relevé.

### La transition vers la démocratie: 2005-2007
Le 3 août 2005, le Conseil militaire pour la justice et la démocratie (CMJD), dirigé par le colonel Ely Ould Mohamed Vall, renverse le gouvernement du président Ould Taya, pendant que le président se trouve en déplacement en Arabie saoudite. Profitant de l’absence du chef de l’État pour les funérailles du roi Fahd, une partie de l’armée, y compris des membres de la garde présidentielle (BASEP), prennent rapidement le contrôle de points clés de Nouakchott. La junte déclare qu’elle restera deux ans au pouvoir, le temps de mettre sur pied des institutions démocratiques.
Ely Ould Mohamed Vall a été un proche allié de Ould Taya, l’appuyant lors du coup d’État qui le porta au pouvoir en 1984, puis en tant que Chef de la Sécurité Nationale. Sa trahison suggère que de graves dissensions sont apparues au sein de l'appareil sécuritaire du régime, hypothèse confirmée par le soutien de la population aux rebelles militaires, qui ont pris le pouvoir aisément et sans effusion de sang.
D’abord méfiante, la communauté internationale a accepté la nouvelle donne. Le régime en place n’est pas revenu sur la reconnaissance d’Israël.
Ould Mohamed Vall a formé un gouvernement de transition au sein duquel lui-même, chef du Conseil militaire pour la justice et la démocratie, est à la fois chef de l’État et chef du gouvernement. Il a engagé un grand nombre de réformes. Le scepticisme initial, a laissé la place à des éloges lorsqu'il a tenu ses engagements en se mettant en retrait au bout des deux ans annoncés pour laisser la place à un gouvernement civil élu démocratiquement. C'était la première fois qu'un gouvernement accédait au pouvoir autrement que par la force.

### 2007 et les premiers pas de la démocratie
À l'enthousiasme et à l'espoir qu'ont fait naître ces changements politiques ont succédé certaines désillusions ou impatiences, alors que la population ne voit pas toujours ses conditions de vie s'améliorer, au contraire. Les engagements du gouvernement en matière de gouvernance n'ont pas encore suffi à éradiquer la corruption, et l'administration inefficace peine à se réorganiser. Le grand respect du président de la République pour le droit et la démocratie peut passer pour de la faiblesse auprès de ses détracteurs. De la force et de la réactivité, il en faudra au gouvernement pour faire face aux deux grands fléaux qui frappent le pays au début de l'année 2008, le terrorisme et la flambée des prix des denrées alimentaires.
Ces points sombres ne doivent pas occulter l'étendue des réformes entreprises et l'immense réussite de la démocratie. Dans un pays où la liberté d'expression existe, et dans un contexte extérieur difficile, quel dirigeant serait épargné par l'usure du pouvoir et échapperait aux contestations.

### Putsch de 2008
Lors du coup d'État militaire du 6 août 2008, le président de la République et le Premier ministre sont arrêtés et déposés à la suite du renvoi de quatre des plus importants officiers militaires du pays,. Le rapporteur de la présidence annonce que le président Sidi Ould Cheikh Abdallahi est détenu dans le palais présidentiel de Nouakchott. Le nouveau dirigent du pays est le général Mohammed Ould Abdel Aziz, il préside un Haut Conseil d'État et promet de rapides élections présidentielles. Le 13 août 2008, il nomme un nouveau Premier ministre, Moulaye Ould Mohamed Laghdaf.
La Constitution est suspendue. En février 2009, le pouvoir militaire décide de la tenue d'une élection présidentielle, initiative qui fait l'objet d'un rejet et d'un boycott de la part des partis l’opposition comme étant une tentative unilatérale d’autolégitimation et par la Communauté internationale comme étant « insuffisante ». Un « groupe de contact international » qui comprend l’Union Africaine, l’Union Européenne, l’Organisation des Nations unies, l’Organisation internationale de la Francophonie, la Ligue des Etats arabes et l’Organisation de la Conférence Islamique, charge le Président sénégalais Abdoulaye Wade d’une mission de médiation entre les différentes composantes du pays, afin d'établir un retour à l'ordre constitutionnel. 
Cette médiation aboutit le 5 juin 2009 à l’« Accord cadre de Dakar », qui est signé par 3 composantes politiques : la « majorité parlementaire » soutenant Mohamed Ould Abdel Aziz, et le parti fondé par ce dernier, le Parti de l’Union pour la République (UPR), le Front national pour la défense de la démocratie (FNDD) ; et le Rassemblement des Forces Démocratiques (RFD) dirigé par Ahmed Ould Daddah. Selon les termes de cet accord, Sidi Mohamed Ould Cheikh Abdallahi doit nommer un gouvernement d'union nationale chargé d'organiser des élections, puis démissionner au profit du président du Sénat. 
Les élections qui se tiennent le 18 juillet 2009 aboutissent à la victoire de Mohamed Ould Abdel Aziz, victoire contestée par les principaux candidats. À la suite de ces contestations un dialogue s'instaure entre le pouvoir et 4 des 14 partis politiques d'opposition entre les 17 septembre et 19 octobre 2011, et aboutit à un « Accord politique », prévoyant une révision de la Constitution. Cette révision proclame entre autres la diversité culturelle de la Mauritanie, dans un contexte d'affrontements ethniques récurrents, ainsi que l'abolition de l'esclavage.

### Élections de 2013 et 2014
Les élections législatives de 2013 et l'élection présidentielle de 2014, toutes deux boycottées par les principaux partis d'opposition voient la victoire du parti au pouvoir et la réélection de Mohamed Ould Abdel Aziz en 2014, qui propose début 2015, sans suite, la tenue d'élections anticipées en vue de renouer le dialogue.

## Pouvoir exécutif
Le pouvoir exécutif instauré par la constitution du 20 juillet 1991, à l’instar de celui de la cinquième république française, se caractérise par son aspect bicéphale où prévaut une dualité entre un président de la république élu au suffrage universel et un gouvernement dirigé par un premier ministre nommé par le Président.

### Le président de la République

#### Statut et attributions
L’institution de la présidence de la République, est la pièce maîtresse du système politique mauritanien.
En effet son locataire, le président de la République, est détenteur de larges pouvoirs. Il est le garant de la Constitution, de la bonne marche des institutions et de la continuité des services publics.
Il détient de larges pouvoirs réglementaires étendus à tous les domaines y compris celui du législatif.
Ainsi, il nomme et révoque le Premier ministre et son gouvernement, préside les réunions du conseil des ministres, il peut déléguer certains de ses pouvoirs au Premier ministre où à certains de ses ministres comme les décrets à caractère réglementaire.
En matière législative, le président de la République dispose d’importantes prérogatives comme le droit d’amender la constitution en recourant au référendum, celui de proposer des projets de lois, de dissoudre l’assemblée nationale, après consultation du premier ministre, du président de l’assemblée nationale et du président du sénat.
Le président de la république est aussi le chef suprême des forces armées. Il nomme aux hautes fonctions civiles et militaires. Il définit la politique étrangère et la politique de défense et de sécurité de la nation et veille à son exécution.
Il nomme les ambassadeurs auprès des pays étrangers et accrédite les ambassadeurs et missions des pays et des organismes étrangers tout comme il signe et ratifie les conventions et les traités internationaux, dispose du droit de grâce et de remise ou de commutation de peine.
Il peut court-circuiter le parlement en consultant directement le peuple par voie référendaire.
Il préside le Haut Conseil de la magistrature, nomme trois membres du conseil constitutionnel : deux membres et le président dont la voix est prépondérante en cas d’égalité des voix, nomme également les membres du haut conseil islamique, le président de la cour suprême et le président de la cour des comptes.
En cas de circonstances graves menaçant la sécurité publique, la bonne marche des institutions ou l’intégrité du territoire, le président déclare, après consultation du premier ministre, du président de l’assemblée nationale et du président du sénat, les circonstances exceptionnelles qui lui permettent de prendre toutes les mesures qu’il juge nécessaires pour faire face à cette situation conformément aux dispositions de l’article 39 de la constitution.

#### L’élection du président de la République
Conformément à l’article 26 de la constitution, le président de la République est élu au suffrage universel direct pour un mandat qui fut de six ans et qui a été ramené à cinq ans. Il est rééligible une fois.
Son élection se fait à la majorité absolue des suffrages exprimés, laquelle, si elle n’a pas été acquise au premier tour, entraîne l’organisation d’un deuxième tour entre les deux candidats les mieux placés au premier tour, deux semaines après ce dernier.
Comme conditions d’éligibilité, le constituant a énuméré la citoyenneté, la jouissance des droits civils et politiques et le fait d’être âgé de quarante ans au moins.
Le même article (26) dispose que l’élection du nouveau président de la République ait lieu trente jours au moins et quarante au plus avant le terme du mandat du Président sortant.
La réception et le traitement des dossiers de candidature sont du ressort exclusif du conseil constitutionnel qui statue sur leur régularité et proclame les résultats.
Cette période a connu trois élections présidentielles dont la première était le 10 janvier 1992 qui avait ouvert le bal du processus dans une euphorie de néophytes. Le déroulement de cette première consultation entama, aux yeux de l’opposition et des analystes, le crédit de l’opération démocratique réduite de ce fait, dans l’inconscient collectif, à une routine électorale sans suspense et dont le résultat était, par avance, connu avec certitude.
Ce climat avait amené l’opposition à  boycotter la présidentielle du 12 décembre 1997 remportée par le Président Maaouiya à 90,25 % des suffrages, un score digne d’un parti unique.
Mais cette atmosphère fut secouée les 8 et 9 juin 2003 par la tentative de coup d’état des «Cavaliers du changement» qui avait asséné au régime une blessure mortelle.
Dans la foulée de cette crise se sont déroulées les élections présidentielles d’octobre 2003, remportées par le Président Ould Taya à 67 %, dans un climat de fin de règne, d’époque qui finit.

### Gouvernement
Le gouvernement est dirigé par un Premier ministre nommé par le président de la République. Le Premier ministre propose la nomination des ministres au président, il conçoit, dirige et exécute, sous l’égide du président de la république, le programme du gouvernement, qu’il présente devant le parlement.
Il est le premier responsable, solidairement avec les ministres, devant le parlement en dépit du fait qu’il n’est que le second au niveau de l’exécutif.
La proportion de négro-africains (Peul et Soninké) dans les gouvernements de l’indépendance à 1989 a toujours avoisiné 25 %, ce qui correspond à leur poids démographique. Par contre, la géographie des ministres arabophones évolue nettement en fonction des régimes. Ainsi, les Trarza/Brakna dominent sous Moktar Ould Daddah (44 %) (1960-1978), qui est lui même Sudiste. Avec Mohamed Khouna Ould Haidalla (1980-1984), puis la première phase du régime de Maaouiya Ould Sid'Ahmed Taya (1984-1992), les Nordistes (Adrar-Sahara) sont de plus en plus nombreux, représentant le double de leur poids démographique (20 %).
Au lendemain de son investiture comme président de la République, Maaouiya nomme le 18 avril 1992 Sidi Mohamed Ould Boubacar comme Premier ministre d’un gouvernement civil. Technocrate, grand commis de l’État et financier de formation, il mit en œuvre un ensemble de réformes économiques et sociales qui furent diversement appréciées.
Démis de ses fonctions le 2 janvier 1996, il sera remplacé par Cheikh El-Avia Ould Mohamed Khouna dont la nomination était sans doute due au fait qu'il était issu d’une région qui constitue le premier réservoir électoral du pays.
Reconduit dans ses fonctions après les élections législatives de 1996, avant d’être démis et remplacé par Mohamed Lemine Ould Guig le 17 décembre 1997. Professeur de droit relativement jeune, il avait entrepris des mesures dans le sens de la rigueur dans la gestion appelées par la presse à l’époque les « guiguettes », il fut limogé et remplacé par son prédécesseur Cheikh El-Avia le 16 novembre 1998.
En juillet 2003, Cheikh El-Avia Ould Mohamed Khouna est démis et remplacé au poste de Premier Ministre par Sghair Ould Mbareck. Diplômé comme avocat, ce militant de la cause haratine occupa ce poste jusqu’au moment où il en fut dégagé par les putschistes d’août 2005.

## Pouvoir législatif
Le Parlement est composé de deux chambres, l’Assemblée nationale (147 membres élus pour un mandat de cinq ans dans des circonscriptions à siège unique) et le Sénat (56 membres, dont 53 sont élus pour un mandat de six ans par les conseillers municipaux et 3 par les Mauritaniens de l’étranger). Les membres du Sénat sont renouvelés par tiers, tous les deux ans. Le statut du parlement n’est pas encore clarifié dans la situation actuelle.

### Suppression du Sénat
Un référendum constitutionnel a lieu le 5 août 2017 en Mauritanie. La population est amenée à se prononcer sur des changements d'ordre institutionnels, dont notamment la suppression du Sénat et la mise en place d'une régionalisation, ce qu'elle approuve à une large majorité.  